# Strømsgodset Idrettsforening 2006
Questa voce raccoglie le informazioni riguardanti lo Strømsgodset Idrettsforening nelle competizioni ufficiali della stagione 2006.

## Rosa
| N. |                         | Ruolo | Calciatore            |
| -- | ----------------------- | ----- | --------------------- |
| 1  | Norvegia (bandiera)     | P     | Thomas André Ødegaard |
| 2  | Norvegia (bandiera)     | D     | Glenn Andersen        |
| 3  | Burkina Faso (bandiera) | D     | Boureima Ouattara     |
| 4  | Norvegia (bandiera)     | D     | Robert Holmen         |
| 5  | Norvegia (bandiera)     | D     | Martin Høyem          |
| 5  | Norvegia (bandiera)     | D     | Jan Frode Nornes      |
| 6  | Norvegia (bandiera)     | D     | Kenneth Karlsen       |
| 7  | Norvegia (bandiera)     | C     | Lars Fuhre            |
| 8  | Norvegia (bandiera)     | C     | Ousman Nyan           |
| 9  | Norvegia (bandiera)     | A     | Thomas Finstad        |
| 10 | Norvegia (bandiera)     | C     | Øyvind Leonhardsen    |
| 11 | Norvegia (bandiera)     | C     | Trygve Åse Lunde      |
| 11 | Norvegia (bandiera)     | A     | Thomas Sørum          |
| 12 | Norvegia (bandiera)     | P     | Tommy Lillehagen      |
| 13 | Norvegia (bandiera)     | C     | Christer George       |

| N. |                      | Ruolo | Calciatore            |
| -- | -------------------- | ----- | --------------------- |
| 14 | Norvegia (bandiera)  | D     | Ronny Deila           |
| 15 | Norvegia (bandiera)  | D     | Pål Skjønhaug         |
| 16 | Norvegia (bandiera)  | A     | Petar Rnkovic         |
| 17 | Finlandia (bandiera) | A     | Keijo Huusko          |
| 18 | Norvegia (bandiera)  | D     | Kristian Sørli        |
| 19 | Norvegia (bandiera)  | D     | Steffen Martinsen     |
| 20 | Svezia (bandiera)    | A     | Mattias Andersson     |
| 21 | Norvegia (bandiera)  | D     | Samir Fazlagić        |
| 22 | Norvegia (bandiera)  | C     | Einar Kalsæg          |
| 23 | Norvegia (bandiera)  | C     | Svein Tore Brandshaug |
| 24 | Norvegia (bandiera)  | D     | David Driscoll        |
| 25 | Norvegia (bandiera)  | C     | Kenneth Dokken        |
| 26 | Norvegia (bandiera)  | P     | Magnus Hjulstad       |
| 31 | Ungheria (bandiera)  | A     | Péter Kovács          |
| –– | Norvegia (bandiera)  | D     | Lars Granaas          |

## Risultati

### Campionato

#### Girone di andata
| Arbitro: | Edvartsen (Hamar) |

|               |           |            |
| Andersson 65’ | Marcatori | 61’ Hoseth |

| Arbitro: | Nordby |

|               |           |                              |
| L. Lafton 75’ | Marcatori | 69’ (aut.) Ellefsen 87’ Nyan |

| Drammen 23 aprile 2006, ore 18:00 CEST 3ª giornata                                              | Strømsgodset | 3 – 2 referto   | Follo | Marienlyst Stadion (3.191 spett.) |
| \| \| \| \| \| Dokken 23’ (rig.) Rnkovic 68’ Leonhardsen 77’ \| Marcatori \| 31’, 80’ Maruti \| |              |                 |       |                                   |
|                                                                                                 |              |                 |       |                                   |
| Dokken 23’ (rig.) Rnkovic 68’ Leonhardsen 77’                                                   | Marcatori    | 31’, 80’ Maruti |       |                                   |

| Arbitro: | Lindahl |

|  |           |                               |
|  | Marcatori | 1’ (aut.) Demidov 21’ Finstad |

| Arbitro: | Lindahl |

|  |           |                             |
|  | Marcatori | 85’ Rnkovic 90’ Leonhardsen |

| Drammen 13 maggio 2006, ore 18:00 CEST 6ª giornata | Strømsgodset | 0 – 0 referto | Bryne | Marienlyst Stadion (4.285 spett.)\| Arbitro: \| Alapnes \| |
| Arbitro:                                           | Alapnes      |               |       |                                                            |

| Arbitro: | Kamben |

|  |           |                                    |
|  | Marcatori | 51’ Deila 64’ Andersson 90’ Kalsæg |

| Arbitro: | Høgberg (Finstadjordet) |

|                 |           |  |
| Huusko 30’, 58’ | Marcatori |  |

| Porsgrunn 25 maggio 2006, ore 16:00 CEST 10ª giornata      | Pors Grenland | 0 – 2 referto            | Strømsgodset | Pors Stadion |
| \| \| \| \| \| \| Marcatori \| 48’ Dokken 68’ Andersson \| |               |                          |              |              |
|                                                            |               |                          |              |              |
|                                                            | Marcatori     | 48’ Dokken 68’ Andersson |              |              |

| Arbitro: | Berntsen (Vang) |

|                              |           |                  |
| Dedé 10’ Olsen 27’ Aarøy 90’ | Marcatori | 7’ (rig.) Dokken |

| Arbitro: | Alseth (Stjørdal) |

|  |           |               |
|  | Marcatori | 88’ Hellesund |

| Arbitro: | Johnsen |

|                                     |           |               |
| Michelsen 19’ Askar 36’ Muiruri 86’ | Marcatori | 57’ Andersson |

| Arbitro: | Krokdal |

|                |           |                 |
| Kovács 3’, 78’ | Marcatori | 78’ Lubieniecki |

| Arbitro: | Åndal |

|            |           |                                      |
| Låstad 34’ | Marcatori | 16’ Deila 64’ George 82’ Leonhardsen |

#### Girone di ritorno
| Arbitro: | Høgberg (Finstadjordet) |

|                                 |           |                                                          |
| Heiaas 27’ Klock 82’ Teigen 89’ | Marcatori | 3’ (aut.) Klock 39’ Huusko 53’ George 54’, 68’ Andersson |

| Drammen 6 agosto 2006, ore 18:00 CEST 17ª giornata                                                             | Strømsgodset | 5 – 1 referto | Hønefoss | Marienlyst Stadion (4.190 spett.) |
| \| \| \| \| \| Andersson 11’, 86’ Deila 13’ (rig.) Kovács 23’ Leonhardsen 33’ \| Marcatori \| 49’ Markegård \| |              |               |          |                                   |
| |              |               |          |                                   |
| Andersson 11’, 86’ Deila 13’ (rig.) Kovács 23’ Leonhardsen 33’                                                 | Marcatori    | 49’ Markegård |          |                                   |

| Arbitro: | Hagen (Grue) |

|  |           |                                        |
|  | Marcatori | 4’, 28’ Andersson 8’ Kovács 44’ Kalsæg |

| Arbitro: | Lindahl |

|                         |           |           |
| Fazlagić 35’ George 39’ | Marcatori | 43’ Sørum |

| Arbitro: | Hansen |

|                          |           |  |
| Kovács 25’ Andersson 90’ | Marcatori |  |

| Bryne 4 settembre 2006, ore 17:45 CEST 21ª giornata                                     | Bryne     | 3 – 2 referto        | Strømsgodset | Bryne Stadion (2.110 spett.) |
| \| \| \| \| \| Sakariassen 24’ Espedal 55’, 69’ \| Marcatori \| 31’ Deila 45’ Kovács \| |           |                      |              |                              |
|                                                                                         |           |                      |              |                              |
| Sakariassen 24’ Espedal 55’, 69’                                                        | Marcatori | 31’ Deila 45’ Kovács |              |                              |

| Arbitro: | Krokdal (Oslo) |

|                        |           |  |
| Kovács 21’ Finstad 77’ | Marcatori |  |

| Arbitro: | Nordby |

|                   |           |                       |
| Gundersen 8’, 37’ | Marcatori | 11’ Kalsæg 78’ Huusko |

| Arbitro: | Nordby |

|                               |           |            |
| Andersson 40’, 90’ Kovács 43’ | Marcatori | 34’ Kleppe |

| Arbitro: | Staberg |

|                               |           |                         |
| Andersson 23’, 67’ Huusko 62’ | Marcatori | 74’ Fjørtoft 86’ Samura |

| Arbitro: | Vik |

|            |           |            |
| H. Flo 51’ | Marcatori | 32’ Kalsæg |

| Arbitro: | Johnsen |

|                      |           |  |
| Andersson 64’ (rig.) | Marcatori |  |

| Arbitro: | Åndal |

|                          |           |                                                                     |
| Turner 69’, 90’ Dahm 77’ | Marcatori | 8’, 45’, 65’ Kovács 12’, 38’ Andersson 47’ Leonhardsen 64’ Andersen |

| Arbitro: | Åndal |

|                            |           |                        |
| Leonhardsen 45’ Kovács 61’ | Marcatori | 79’ Hansen 83’ Gamkinn |

### Coppa di Norvegia
| Mortensrud 10 maggio 2006, ore 18:00 CEST Primo turno                                                              | Klemetsrud | 2 – 7 referto                                             | Strømsgodset | Mortensrud Kunstgress (350 spett.) |
| \| \| \| \| \| Nino 22’ Johanssen 24’ \| Marcatori \| 12’, 45’, 90’ Sørum 20’, 38’ Rnkovic 62’ Sørli 78’ Huusko \| |            |                                                           |              |                                    |
| |            |                                                           |              |                                    |
| Nino 22’ Johanssen 24’                                                                                             | Marcatori  | 12’, 45’, 90’ Sørum 20’, 38’ Rnkovic 62’ Sørli 78’ Huusko |              |                                    |

| Drammen 8 giugno 2006, ore 18:00 CEST Secondo turno                                       | Strømsgodset | 4 – 0 referto | Tønsberg | Marienlyst Stadion |
| \| \| \| \| \| Andersson 17’ Brandshaug 35’ Leonhardsen 38’ Dokken 46’ \| Marcatori \| \| |              |               |          |                    |
|                                                                                           |              |               |          |                    |
| Andersson 17’ Brandshaug 35’ Leonhardsen 38’ Dokken 46’                                   | Marcatori    |               |          |                    |

| Bryne 12 luglio 2006, ore 18:00 CEST Terzo turno                         | Bryne     | 3 – 1 referto | Strømsgodset | Bryne Stadion |
| \| \| \| \| \| Oyuga 4’, 90’ Kydland 69’ \| Marcatori \| 5’ Andersson \| |           |               |              |               |
|                                                                          |           |               |              |               |
| Oyuga 4’, 90’ Kydland 69’                                                | Marcatori | 5’ Andersson  |              |               |